# 田中光 (体操選手)
田中 光（たなか ひかる、1972年7月19日 - ）は日本のタレント・元体操選手。流通経済大学教授。博士（学校教育学）

## 人物
和歌山県田辺市出身。身長は164cm。
1996年、アトランタオリンピックに出場し平行棒においてオリジナル技「TANAKA」（懸垂前振りひねり前方かかえ込み2回宙返り腕支持：難度F）を発表し認定されている。本人はこの技に「ヒカルX」と命名したが、協会から却下されたというエピソードがある。
1997年に引退したが、1998年に現役復帰したものの、1999年に再び引退した。その後タレント活動のほか洗足学園短期大学客員教授、流通経済大学教授として幼少児教育･健康教育･介護予防などをテーマとした研究、指導を行っている。また最近では芸術性を追求した身体表現GYM-ARTSなる創作ダンスを発表し、オペラや舞台にも挑戦するなど多彩な活動を行っている。
ピアノ演奏も出来る。ねるとん紅鯨団芸能人大会に出演時に披露しており、さとう珠緒をかけて勝俣州和とカツノリの三つ巴で争っていたが勝俣に負けている。
2007年11月9日に元エアロビック選手の宮田芳美と結婚することを発表した。
2019年、塚原千恵子に代わり、日本体操協会女子強化本部長に就任することが決まる。

## 略歴
- 清風高等学校
- 筑波大学卒業
- 日本体育大学大学院修了
- 兵庫教育大学より博士（学校教育学）の学位を取得

## 主な成績
- 1989年 全国高校選抜体操競技大会 個人総合・鉄棒優勝
- 1989年 国際ジュニア体操競技大会 個人総合・鉄棒優勝
- 1990年 全国高校選抜体操競技大会 個人総合優勝
- 1991年 東京カップ国際選抜大会 平行棒優勝
- 1992年 パリ世界体操競技選手権（フランス）出場
- 1992年 中日カップ国際体操競技大会 平行棒優勝
- 1992年 全日本体操競技選手権大会 個人総合優勝
- 1993年 バーミンガム世界体操競技選手権（イギリス）出場
- 1994年 ブリスベン世界体操競技選手権（オーストラリア）出場
- 1994年 ドルトムント世界体操競技選手権（西ドイツ）団体総合6位
- 1994年 NHK杯体操競技選手権大会 個人総合優勝
- 1994年 全日本学生体操競技選手権大会 個人総合優勝
- 1995年 鯖江世界体操競技選手権 団体総合2位
- 1995年 NHK杯体操競技選手権大会 個人総合優勝
- 1995年 ユニバーシアード福岡大会 団体優勝
- 1996年 アトランタオリンピック（アメリカ）出場

## テレビ
- 8時だJ（テレビ朝日系列、1998年4月 - 1999年9月）
- おはスタ（テレビ東京系列）
- SASUKE（TBS系列、第2回、第3回）- 第2回ファイナリスト

## 書籍
- 写真集「Hikaru」 撮影：篠山紀信（朝日出版社） ISBN 425597019X 1997年7月
- ヒカルくんのスポーツのコツ絵事典―体育が好きになる!（PHP研究所） ISBN 4569684084 2003年7月